# Cranbrook, Tasmanien
Cranbrook är en ort i Australien. Den ligger i kommunen Glamorgan/Spring Bay och delstaten Tasmanien, i den sydöstra delen av landet, omkring 110 kilometer nordost om delstatshuvudstaden Hobart.
Trakten runt Cranbrook är nära nog obefolkad, med mindre än två invånare per kvadratkilometer.. Närmaste större samhälle är Swansea, omkring 13 kilometer söder om Cranbrook. 
I omgivningarna runt Cranbrook växer huvudsakligen savannskog. Genomsnittlig årsnederbörd är 635 millimeter. Den regnigaste månaden är november, med i genomsnitt 107 mm nederbörd, och den torraste är augusti, med 32 mm nederbörd.